# Jean-Gabriel Coignet
Pour les articles homonymes, voir Coignet.
Jean-Gabriel Coignet, né le 9 mai 1951 à Aurec-sur-Loire (Haute-Loire), est un sculpteur français.

## Biographie
Enseignant à l'École des Beaux-Arts de Nantes.
Le déséquilibre donne une vie à la sculpture. Le sol compte beaucoup pour lui, mais pour l’œuvre, ce sol se dérobe ; la sculpture est en danger de chute, ou, au mieux, acceptera plusieurs positions d’équilibre.
Une de ses sculptures, réalisée en 1989, a pour titre « Choisis ton camp ». Et justement, elle peut se poser au sol de plusieurs façons. Une autre s’appelle « Pas vu, pas pris » et pose le même problème de position au sol. 
Dans les années 1990, Coignet développe plusieurs séries : sculpture opaque, sculpture transparente et synclinal développées les Reliefs depuis 1992 et Ana, ainsi que l’Appareillage (dessin effectué directement dans l’espace d’exposition) depuis 1994.

## Expositions personnelles personnelles récentes
- 2000 Galerie Bernard Jordan, Paris
- 2001 Centre d’Art Contemporain de Vassivière en Limousin
- 2008 "+ de Réalité", Hangar à bananes, Nantes

## Réalisations monumentales
- 1993 Paris, 7e arrondissement, Sculpture Portail Roulant
- 1993 Vitry-sur-Seine (Val-de-Marne) Synclinal no 7

## Œuvres dans les collections publiques
- FRAC Alsace à Sélestat (France)[1]